# Бучач
Бучач (на украински: Бучач) е град в Западна Украйна, Тернополска област. Разположен е на река Стрипа, на 55 km югозападно от Тернопол и на 50 km североизточно от Ивано-Франкивск.
Населението му е около 12 500 души към 2024 г.

## История
Първите сведения за град Бучач са от 1260 г. След образуването на Жечпосполита през 1569 г. става важен търговски център на пътя, свързващ Полша с Османската империя. По време на въстанието на Богдан Хмелницки успешно се защитава срещу казаците и в него се заселват много еврейски бежанци от съседните области. След Първата подялба на Полша през 1772 г., заедно с останалата част от Галиция, е присъединен към Австрия.
Първите промишлени предприятия в Бучач са създадени в края на 19 век и до Първата световна война там са построени няколко фабрики, най-голямата от които произвежда дървени играчки. След войната градът от 1 ноември 1918 г. до юли 1919 г. е в Западноукраинската народна република, а през 1921 година отново става част от Полша с Рижкия договор. След Пакта Рибентроп-Молотов от 1939 г. е анексиран от Съветския съюз, като през следващите месеци пристигат много евреи от окупираните от Германия части на Полша.
Бучач е окупиран от германските войски на 7 юли 1941 г. През следващите няколко години почти цялото еврейско население на града е избито, главно в концентрационния лагер Белжец или в околностите на града. В края на войната в Бучач остават около 100 евреи, които се изселват, повечето в Израел. След превземането на града от съветските войски през 1944 г. поляците също са принудително изселени.

## Личности
- В Бучач е роден израелският писател Шмуел Йосеф Агнон (1888 – 1970)